# 普里莫爾西克 (基利亞區)
45°31′15″N 29°36′20″E / 45.52083°N 29.60556°E

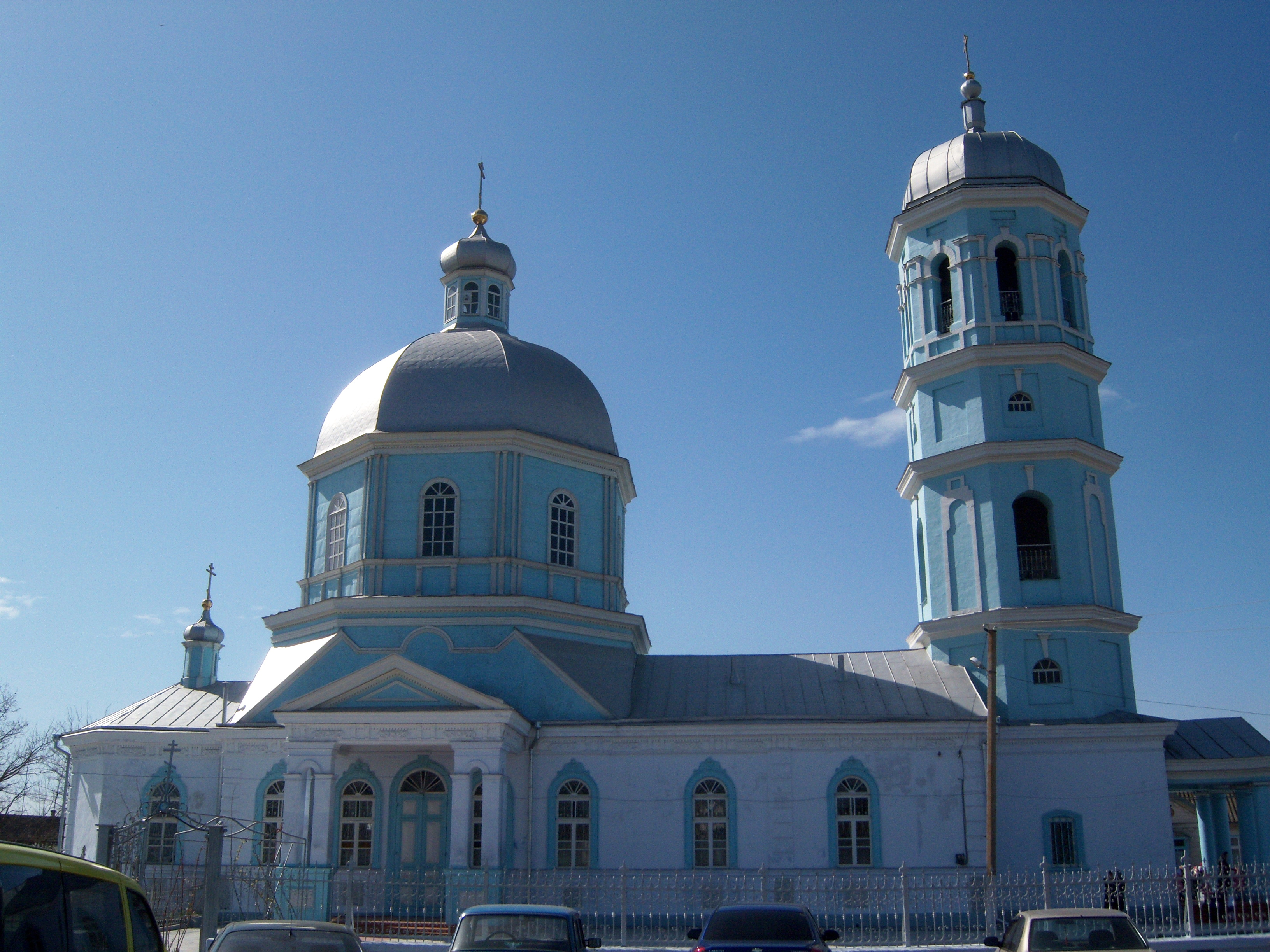

普里莫爾斯凱（烏克蘭語：Приморське）是位於烏克蘭西南部的村莊，由敖德萨州伊茲梅爾區的維爾科韋市鎮負責管轄。該村始建於1945年，面積2.02平方公里，海拔高度2米，2001年人口1,612，人口密度每平方公里971.79人。